# Талвацкија (Асколи Пичено)
Талвацкија (итал. Talvacchia) насеље је у Италији у округу Асколи Пичено, региону Марке.
Према процени из 2011. у насељу је живело 14 становника. Насеље се налази на надморској висини од 637 м.